# Poliolefina
Se denomina poliolefina a todo aquel polímero obtenido mediante la polimerización de olefinas. El término IUPAC para olefina es "alqueno", por lo cual a las poliolefinas también se les puede denominar polialquenos. 

## Tipos
Entre las poliolefinas se incluyen, entre otros, los siguientes productos:
- Polietileno de baja densidad (PEBD o LDPE), formado a partir de etileno a muy alta presión.
- Polietileno de alta densidad (PEAD o HDPE), producto de la polimerización del etileno sobre un catalizador a presión moderada.
- Polietileno lineal de baja densidad (PELBD o LLDPE), similar al HDPE pero introduciendo como comonómeros olefinas más largas (especialmente 1-buteno, 1-hexeno, 1-octeno).
- Polipropileno (PP), producto de la polimerización catalítica del propileno.
- Caucho etileno-propileno (EPR), copolímero catalítico de etileno y propileno con propiedades elastoméricas.
- Poli-alfa-olefinas, obtenidas a partir de alfa-olefinas, hidrocarburos lineales con un solo doble enlace en uno de sus extremos, como por ejemplo el 1-hexeno.

Las poliolefinas, igual que el resto de los polímeros, no son productos definidos por unas especificaciones concretas sino que cada fabricante oferta una amplia gama de grados con propiedades diferentes adaptadas a las aplicaciones concretas en que van a ser usados.
Es importante, por ello, no pensar en las poliolefinas como sustancias químicas sino como materiales, tan variados en sus propiedades como puedan serlo la madera o el acero.

## Aplicaciones
Las polioleofinas son comercialmente los plásticos más comunes y económicos. El volumen anual de producción mundial de poliolefinas es de en torno a los 70 millones de toneladas (2.000), experimentando un crecimiento en torno al +4% anual.
Gracias a su amplio rango de propiedades físicas, tienen muchas aplicaciones y se usan para la fabricación de gran variedad de productos en la industria textil, automotriz, aeroespacial, de electrodomésticos, etc. Algunos productos cotidianos que suelen fabricarse con poliolefinas son bolsas y recipientes de plástico, adeshivos, juguetes o incluso prótesis.

## Proceso de obtención
Toda planta de producción de poliolefinas se ajusta a un diagrama de bloques similar al siguiente:
Las materias primas son purificadas en primer lugar debido a la alta sensibilidad que presentan las reacciones de polimerización frente a la presencia de ciertos contaminantes.
A continuación se envían al reactor, que físicamente puede operar en fase gas, en slurry, en fase líquida o en fase supercrítica. La reacción se desata bien por un aumento de la presión (caso del LDPE) bien por la adición de un catalizador (las restantes poliolefinas).
El producto, sólido en la práctica totalidad de los casos, se separa de forma relativamente sencilla del monómero, que es recirculado si esta opción resulta económicamente viable. Tras ello se procede al desgasado o desvolatilización, que consiste en extraer del polímero las trazas de monómero y / o disolvente que pudieran haber quedado atrapadas en él para finalmente enviar el producto a la sección de acabado, donde se le confieren las propiedades finales.
Algunas secciones pueden tener mayor o menor importancia dependiendo del proceso. Así por ejemplo el proceso más extendido para la fabricación de polipropileno reduce las secciones aguas abajo del reactor a su mínima expresión gracias a que su catalizador permite un preciso control tanto de la conversión de reactivo como de la morfología del producto.
A pesar de poseer en la cadena sólo unidades compuestas por carbono e hidrógeno la producción de poliolefinas puede ser muy compleja y difícil, como por ejemplo el copolímero de poli(etileno-co-propileno) cuya síntesis requiere de otros monómeros, o el poli(etileno-graft-octeno), el polipropileno nucleado (transparente), etc.